# Sphaerodactylus darlingtoni
Sphaerodactylus darlingtoni ist eine Echsenart innerhalb der Gattung der Kugelfingergeckos aus der Familie der Sphaerodactylidae. Sie ist in der Dominikanischen Republik endemisch.

## Merkmale
Sphaerodactylus darlingtoni erreicht eine Länge von 25 bis 29 mm. Die Färbung ist dunkelbraun bis grau. Am Hinterkopf hat er zwei helle Flecken. Der Bauch ist blass bis stark pigmentiert.

## Taxonomie
Der wissenschaftliche Name darlingtoni wurde zu Ehren des Entomologen Philip Jackson Darlington, Jr., der den Holotyp sammelte, vergeben.

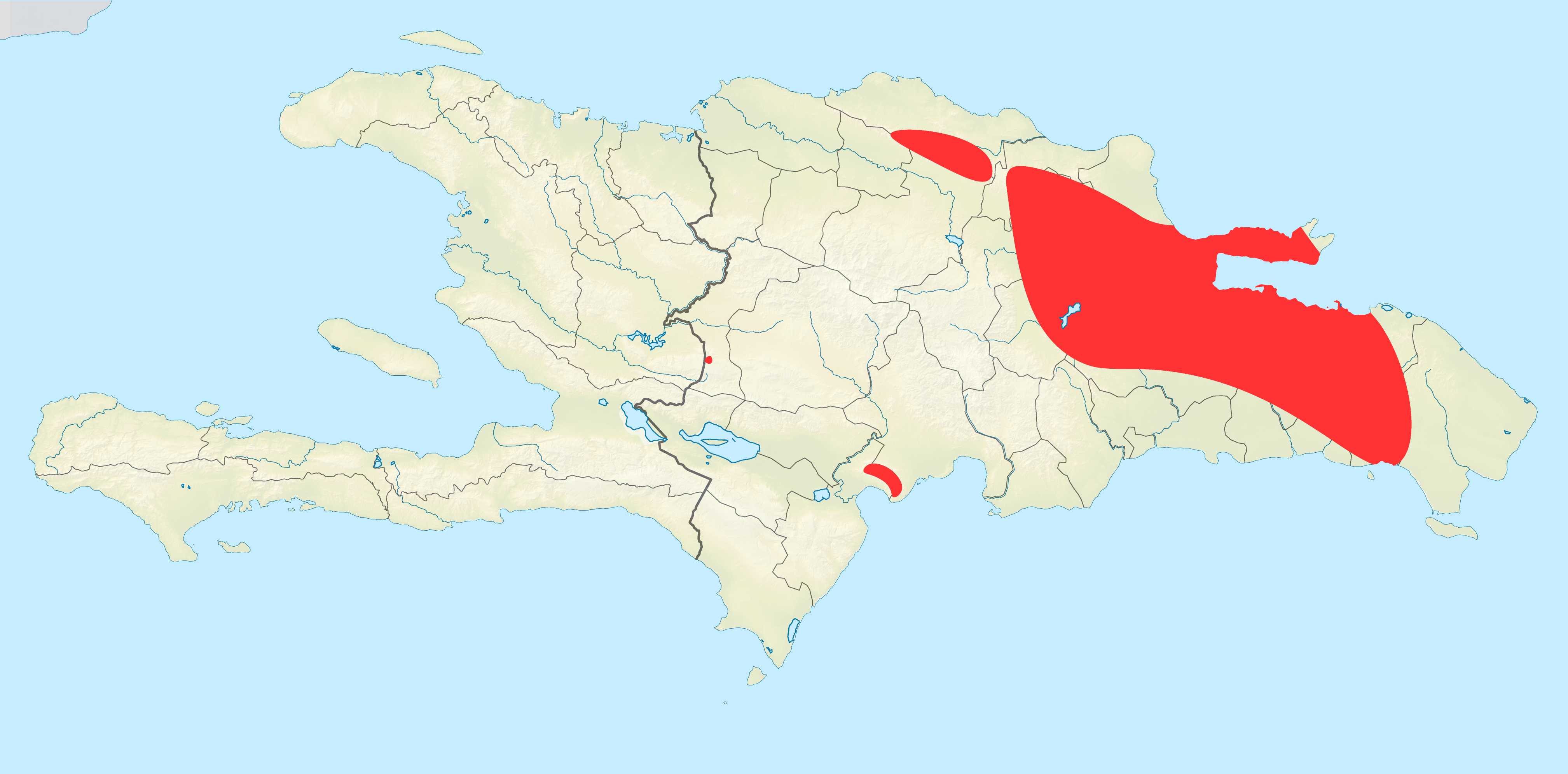
Verbreitungsgebiet in Rot

## Lebensraum und Verbreitung
S. darlingtoni lebt in Wäldern von 5 m bis 1,300 m in der Dominikanischen Republik. Die Population ist stark fragmentiert und schwindet, sie wird von der IUCN als potenziell gefährdet eingestuft.

## Unterarten
Es gibt 4 verschiedene Unterarten:
- Sphaerodactylus darlingtoni bobilini Thomas & Schwartz, 1983
- Sphaerodactylus darlingtoni darlingtoni Shreve, 1968
- Sphaerodactylus darlingtoni mekistus Thomas & Schwartz, 1983
- Sphaerodactylus darlingoni noblei Shreve, 1968

## Fortpflanzung
S. darlingtoni legt Eier.